# Peștera
Peștera é uma comuna romena localizada no distrito de Constanța, na região de Dobruja. A comuna possui uma área de 194.90 km² e sua população era de 3436 habitantes segundo o censo de 2007.